# Baltisk gøgeurt
Baltisk gøgeurt (Dactylorhiza majalis subsp. baltica) er en flerårig urteagtig plante, der hører til gøgeurt-familien i slægten gøgeurt. Det er en underart til majgøgeurt.

## Udseende
Blomstrende individer af baltisk gøgeurt har en højde på 25-70 (100) cm. Der findes 4-8 smalle, lange blade, der er mørkegrønne og i spidsen brune, lysegrønne på undersiden. Bladene er jævnt fordelt på stilken, i gennemsnit 2 cm brede. Bladene er plettede, og undertiden kan pletterne være ringformede. De største blade er de næstnederste.
Baltisk gøgeurt har lyserøde og violette blomster samlet i en tæt blomsterstand. Blomsterstanden er meget lang og kan omfatte op til 50 blomster. Blomsterne er mørkerøde og med mønstre af meget klare lilla-violette streger. De nederste blomsters støtteblade er tydeligt længere end blomsterne, og kanterne på bladene er fint savtakkede. Blomstens læbe er tre-stribet og pigget. Læbens sidelapper er rettet mod siden og den midterste lap lige nedad, omtrent som en tunge, der bliver trukket ud af munden.

## Forplantning
Planten blomstrer i Estland fra den anden uge i juni til slutningen af juli. Den bestøves af insekter, men blomsten indeholder ikke nektar. Det er således kun blomstens udseende, der lokker insekterne til. Under gode vækstbetingelser er der observeret vegetativ formering, hvor to eller flere unge knolde vokser i stedet for den gamle rodknold. Den hybridiserer med alle arter af slægten gøgeurt og sjældnere også med andre slægter.
På områder med kvæggræsning er planten som regel mindre og blomstrer ikke nødvendigvis hvert år

## Levested
De vigtigste levesteder er enge og strandenge, bredder ved vandområder og lavmoser. Den forekommer i tørvemoser med kalkrig eller basisk jord, på våde enge, undertiden også på tørre enge. Planten er tolerant over for delvis skygge. I Tyskland vokser den på strandenge ved Østersøkysten.

## Udbredelse
Dens udbredelsesområde strækker sig fra Østersøens øst- og sydkyst til Centralasien. I Finland blev den første gang fundet i 1985 i Dragsfjärd-øhavet. I 2008 blev den konstateret stjålet. Formodentlig findes den også andre steder i Finland. I 2009 blev den konstateret i Uusimaa.
I Estland forekommer baltisk gøgeurt spredt og som regel i begrænset antal. Planten er hyppigst forekommende i det sydøstlige Estland.

## Beskyttelsesstatus
I Estland er baltisk gøgeurt en beskyttet art i beskyttelseskategori III. Den største trussel er, at områderne gror til og derved kvæler plantens mulighed for at overleve.